# Polytrichastrum alpiniforme
Polytrichastrum alpiniforme là một loài Rêu trong họ Polytrichaceae. Loài này được (Cardot) G.L. Sm. miêu tả khoa học đầu tiên năm 1971.